# マット・ウォルシュ (コメディアン)
マット・ウォルシュ（Matt Walsh、1964年10月13日 - ）は、アメリカ合衆国のコメディアン、俳優。イリノイ州出身。

## 出演作品

### 映画
- ロード・トリップ Road Trip (2000年) - カメラマン役
- アダルト♂スクール Old School (2003年) - ウォルシュ役
- エルフ 〜サンタの国からやってきた〜 Elf (2003年) - 目撃者役
- バッドサンタ Bad Santa (2003年) - ハーブ役
- スタスキー&ハッチ Starsky and Hutch (2004年) - エディ役
- クランク家のちょっと素敵なクリスマス Christmas with the Kranks (2004年) - 近所の人役
- 恋愛ルーキーズ School for Scoundrels (2006年) - ウォルシュ役
- 僕らのミライへ逆回転 Be Kind Rewind (2008年) - ジュリアン役
- Mr.ボディガード/学園生活は命がけ! Drillbit Taylor (2008年) - 運転手役
- 迷ディーラー!?ピンチの後にチャンスなし The Goods: Live Hard, Sell Hard (2009年) - オーティス役
- 僕の大切な人と、そのクソガキ Cyrus（2010年） - ティム役
- デュー・デート 〜出産まであと5日!史上最悪のアメリカ横断〜 Due Date（2010年） - 運輸保安庁の職員役
- テッド Ted（2012年） - トーマス役
- イントゥ・ザ・ストーム Into the Storm（2014年） - ピート・ムーア役
- SEXエド チェリー先生の白熱性教育 Sex Ed (2014年) - 落第生役
- ゲットハード/Get Hard Get Hard (2015年) - 男性役
- ドゥ・オーバー: もしも生まれ変わったら The Do-Over （2016年） - アーサー・シェック役
- 母が教えてくれたこと Other People (2016年) - スティーヴ役
- 素敵な遺産相続 Wild Oats (2016年) - フォーブス役
- Mr.&Mrs. スパイ Keeping Up with the Joneses (2016年) - ダン・クラバーストン役
- ダークネス The Darkness (2016年) - ゲイリー・カーター役
- ブリグズビー・ベア Brigsby Bear（2017年） - グレッグ・ポープ役
- 意表をつくアホらしい作戦 A Futile and Stupid Gesture (2018年) - マッティ・シモンズ役
- 花嫁のパパ Father of the Bride (2022) - ゲイリー・セーガー博士役
- Mr.ノボカイン Novocaine（2025年） - コルトレーン役

### テレビ番組
- コミ・カレ!!